# Peter Maas
Peter Maas (27 de junio de 1929 - 23 de agosto de 2001) fue un periodista y autor estadounidense. Nació en Nueva York.
Fue el biógrafo de Frank Serpico, un oficial de la Policía de Nueva York que vivió la época de la gran corrupción policial. Es también el autor del primer bestseller de New York Times, Underboss, sobre la vida de Sammy "The Bull" Gravano.
Sus otros superventas destacables son The Valachi Papers, Manhunt y In a Child's Name. 
The Valachi Papers, que cuenta la historia del desertor de la mafia Joseph Valachi, es ampliamente considerada como la obra que inspiró un género entero de libros escritos por o sobre antiguos mafiosos.
Peter Maas se casó con Audrey Gellen Maas, con la que adoptó un hijo, John-Michael Maas. Murió en Nueva York en 2001, a los 72 años.

## Obras
- 1969—The Valachi Papers. ISBN 0-399-10832-7
- 1973—Serpico. ISBN 0-670-63498-0
- 1974—King of the Gypsies. ISBN 0-670-41317-8
- 1986—Manhunt: The Incredible Pursuit of a CIA Agent Turned Terrorist. ISBN 0-394-55293-8
- 1997—Underboss: Sammy the Bull Gavano's Story of Life in the Mafia. ISBN 0-06-018256-3
- 1999—The Terrible Hours: The Man Behind the Greatest Submarine Rescue in History. ISBN 0-06-019480-4